# Hopman Cup 1998
Der Hopman Cup 1998 war die 10. Ausgabe des Tennisturniers im australischen Perth. Er wurde vom 4. bis 10. Januar 1998 ausgetragen.
Der letzte Teilnehmer wurde zwischen der Slowakei und Rumänien ausgespielt. In diesem Play-off setzte sich die Slowakei mit 2:1 durch.
Im Finale gewann das Team in Person von Karina Habšudová und Karol Kučera aus der Slowakei mit 2:1 gegen das Team Mary Pierce und Cédric Pioline aus Frankreich.

## Teilnehmer und Gruppeneinteilung
| Nation     | Teilnehmer                              |
| ---------- | --------------------------------------- |
| Australien | Annabel Ellwood und Patrick Rafter      |
| Schweden   | Åsa Carlsson und Thomas Enqvist         |
| Slowakei   | Karina Habšudová und Karol Kučera       |
| Spanien    | Arantxa Sánchez Vicario und Carlos Moyá |

| Nation             | Teilnehmer                        |
| ------------------ | --------------------------------- |
| Frankreich         | Mary Pierce und Cédric Pioline    |
| Deutschland        | Anke Huber und Tommy Haas         |
| Südafrika          | Amanda Coetzer und Wayne Ferreira |
| Vereinigte Staaten | Chanda Rubin und Jonathan Stark   |

## Spielplan

### Tabelle
| Pos. | Land       | Gewonnen | Verloren | Spiele | Sätze |
| ---- | ---------- | -------- | -------- | ------ | ----- |
| 1    | Slowakei   | 2        | 1        | 6:3    | 14:5  |
| 2    | Australien | 2        | 1        | 6:3    | 11:10 |
| 3    | Spanien    | 2        | 1        | 5:4    | 11:8  |
| 4    | Schweden   | 0        | 3        | 1:8    | 3:16  |

| Pos. | Land               | Gewonnen | Verloren | Spiele | Sätze |
| ---- | ------------------ | -------- | -------- | ------ | ----- |
| 1    | Frankreich         | 3        | 0        | 9:0    | 18:3  |
| 2    | Südafrika          | 2        | 1        | 3:6    | 8:13  |
| 3    | Vereinigte Staaten | 1        | 2        | 3:6    | 8:13  |
| 4    | Deutschland        | 0        | 3        | 2:7    | 7:14  |

| Abschnitt | Datum           | Team 1             | Team 2             | Ergebnis |
| --------- | --------------- | ------------------ | ------------------ | -------- |
| Play-off  |                 | Slowakei           | Rumänien           | 2:1      |
| Vorrunde  |                 | Australien         | Schweden           | 3:0      |
| Vorrunde  |                 | Spanien            | Slowakei           | 2:1      |
| Vorrunde  |                 | Südafrika          | Vereinigte Staaten | 2:1      |
| Vorrunde  |                 | Frankreich         | Deutschland        | 3:0      |
| Vorrunde  |                 | Slowakei           | Schweden           | 3:0      |
| Vorrunde  |                 | Australien         | Spanien            | 2:1      |
| Vorrunde  |                 | Südafrika          | Deutschland        | 2:1      |
| Vorrunde  |                 | Frankreich         | Vereinigte Staaten | 3:0      |
| Vorrunde  |                 | Spanien            | Schweden           | 2:1      |
| Vorrunde  |                 | Slowakei           | Australien         | 2:1      |
| Vorrunde  |                 | Vereinigte Staaten | Deutschland        | 2:1      |
| Vorrunde  |                 | Frankreich         | Südafrika          | 3:0      |
| Finale    | 10. Januar 1998 | Slowakei           | Frankreich         | 2:1      |

## Ergebnisse
| Datum           | Team 1             | Team 2             | Ergebnis | Spiel                 | Spieler 1               | Spieler 2               | Resultat      |
| --------------- | ------------------ | ------------------ | -------- | --------------------- | ----------------------- | ----------------------- | ------------- |
|                 | Slowakei           | Rumänien           | 2:1      | Dameneinzel           | Karina Habšudová        | Irina Spîrlea           | 3:6, 6:4, 6:2 |
| Herreneinzel    | Slowakei           | Rumänien           | 2:1      | Karol Kučera          | Dinu Pescariu           | 6:1, 6:2                |               |
| Mixed           | Slowakei           | Rumänien           | 2:1      | Habšudová, Kučera     | Spîrlea, Pescariu       | 4:6, 6:4 [6:8]          |               |
|                 | Australien         | Schweden           | 3:0      | Dameneinzel           | Annabel Ellwood         | Åsa Carlsson            | 6:4, 6:4      |
| Herreneinzel    | Australien         | Schweden           | 3:0      | Patrick Rafter        | Thomas Enqvist          | 6:3, 1:6, 7:5           |               |
| Mixed           | Australien         | Schweden           | 3:0      | Ellwood, Rafter       | Carlsson, Enqvist       | 6:2, 6:4                |               |
|                 | Spanien            | Slowakei           | 2:1      | Dameneinzel           | Arantxa Sánchez Vicario | Karina Habšudová        | 6:2, 6:3      |
| Herreneinzel    | Spanien            | Slowakei           | 2:1      | Carlos Moyá           | Karol Kučera            | 5:7, 4:6                |               |
| Mixed           | Spanien            | Slowakei           | 2:1      | Sánchez Vicario, Moyá | Habšudová, Kucera       | 7:63, 6:1               |               |
|                 | Südafrika          | Vereinigte Staaten | 2:1      | Dameneinzel           | Amanda Coetzer          | Chanda Rubin            | 4:6, 3:6      |
| Herreneinzel    | Südafrika          | Vereinigte Staaten | 2:1      | Wayne Ferreira        | Jonathan Stark          | 3:6, 6:3, 6:4           |               |
| Mixed           | Südafrika          | Vereinigte Staaten | 2:1      | Coetzer, Ferreira     | Rubin, Voinea           | 6:2, 5:7, 6:1           |               |
|                 | Frankreich         | Deutschland        | 3:0      | Dameneinzel           | Mary Pierce             | Anke Huber              | 4:6, 6:4, 6:3 |
| Herreneinzel    | Frankreich         | Deutschland        | 3:0      | Cédric Pioline        | Tommy Haas              | 6:4, 6:4                |               |
| Mixed           | Frankreich         | Deutschland        | 3:0      | Pierce, Pioline       | Huber, Haas             | 2:6, 6:3, [7:3]         |               |
|                 | Slowakei           | Schweden           | 3:0      | Dameneinzel           | Karina Habšudová        | Åsa Carlsson            | 6:3, 6:3      |
| Herreneinzel    | Slowakei           | Schweden           | 3:0      | Karol Kučera          | Thomas Enqvist          | 6:4, 6:4                |               |
| Mixed           | Slowakei           | Schweden           | 3:0      | Habšudová, Kučera     | Carlsson, Enqvist       | 7:5, 6:3                |               |
|                 | Australien         | Spanien            | 2:1      | Dameneinzel           | Annabel Ellwood         | Arantxa Sánchez Vicario | 2:6, 4:6      |
| Herreneinzel    | Australien         | Spanien            | 2:1      | Patrick Rafter        | Carlos Moyá             | 7:5, 1:6, 7:66          |               |
| Mixed           | Australien         | Spanien            | 2:1      | Ellwood, Rafter       | Sánchez Vicario, Moyá   | 7:5, 6:2                |               |
|                 | Südafrika          | Deutschland        | 2:1      | Dameneinzel           | Amanda Coetzer          | Anke Huber              | 3:6, 3:6      |
| Herreneinzel    | Südafrika          | Deutschland        | 2:1      | Wayne Ferreira        | Tommy Haas              | 6:4, 3:6, 6:1           |               |
| Mixed           | Südafrika          | Deutschland        | 2:1      | Coetzer, Ferreira     | Huber, Haas             | 6:2, 6:2                |               |
|                 | Frankreich         | Vereinigte Staaten | 3:0      | Dameneinzel           | Mary Pierce             | Chanda Rubin            | 6:0, 6:3      |
| Herreneinzel    | Frankreich         | Vereinigte Staaten | 3:0      | Cédric Pioline        | Jonathan Stark          | 6:4, 6:3                |               |
| Mixed           | Frankreich         | Vereinigte Staaten | 3:0      | Pierce, Pioline       | Rubin, Stark            | 6:4, 7:63               |               |
|                 | Spanien            | Schweden           | 2:1      | Dameneinzel           | Arantxa Sánchez Vicario | Åsa Carlsson            | 6:2, 6:2      |
| Herreneinzel    | Spanien            | Schweden           | 2:1      | Carlos Moyá           | Thomas Enqvist          | 4:6, 1:6                |               |
| Mixed           | Spanien            | Schweden           | 2:1      | Sánchez Vicario, Moyá | Carlsson, Enqvist       | 6:3, 6:4                |               |
|                 | Slowakei           | Australien         | 2:1      | Dameneinzel           | Karina Habšudová        | Annabel Ellwood         | 6:3, 6:3      |
| Herreneinzel    | Slowakei           | Australien         | 2:1      | Karol Kučera          | Patrick Rafter          | 63:7, 6:3, 63:7         |               |
| Mixed           | Slowakei           | Australien         | 2:1      | Habšudová, Kučera     | Ellwood, Rafter         | 7:5, 6:2                |               |
|                 | Vereinigte Staaten | Deutschland        | 2:1      | Dameneinzel           | Chanda Rubin            | Anke Huber              | 3:6, 1:6      |
| Herreneinzel    | Vereinigte Staaten | Deutschland        | 2:1      | Jonathan Stark        | Tommy Haas              | 7:64, 63:7, 6:4         |               |
| Mixed           | Vereinigte Staaten | Deutschland        | 2:1      | Rubin, Stark          | Huber, Haas             | 6:3, 6:4                |               |
|                 | Frankreich         | Südafrika          | 3:0      | Dameneinzel           | Mary Pierce             | Amanda Coetzer          | 6:3, 6:3      |
| Herreneinzel    | Frankreich         | Südafrika          | 3:0      | Cédric Pioline        | Wayne Ferreira          | 7:66, 6:3               |               |
| Mixed           | Frankreich         | Südafrika          | 3:0      | Pierce, Pioline       | Coetzer, Ferreira       | 6:4, 7:64               |               |
| 10. Januar 1998 | Slowakei           | Frankreich         | 2:1      | Dameneinzel           | Karina Habšudová        | Mary Pierce             | 4:6, 5:7      |
| 10. Januar 1998 | Slowakei           | Frankreich         | 2:1      | Herreneinzel          | Karol Kučera            | Cédric Pioline          | 7:67, 6:4     |
| 10. Januar 1998 | Slowakei           | Frankreich         | 2:1      | Mixed                 | Habšudová, Kučera       | Pierce, Pioline         | 6:3, 6:4      |